# Henry Castillo
Henry Castillo (Cali, Valle del Cauca, Colombia, 27 de junio de 1994) es un futbolista colombiano que juega como delantero centro y su equipo actualmente es agente libre.

## Gol olímpico
El 3 de septiembre de 2018 anotó un gol olímpico en la derrota de su equipo el Bogotá Fútbol Club 3-2 contra el Cortuluá en el arco norte del Estadio Doce de Octubre, el arquero sería el argentino German Caffa. El 2023 fichó por Santos F. C. de Nazca para afrontar la Liga 2 2023. Jugó un total de 20 partidos y logró anotar 8 goles.
El 9 de abril de 2024 se hizo oficial su incorporación al Deportes Quindío de la ciudad de Armenia.

## Clubes
| Club                 | País     | Temporadas  | PJ | Goles |
| -------------------- | -------- | ----------- | -- | ----- |
| Cortuluá             | Colombia | 2014 - 2016 | 14 | 0     |
| Bogotá F. C.         | Colombia | 2018        | 27 | 10    |
| Real Cartagena       | Colombia | 2019        | 29 | 7     |
| Bogotá F. C.         | Colombia | 2020        | 9  | 0     |
| Atlético Bucaramanga | Colombia | 2021        | 12 | 1     |
| Jaguares de Córdoba  | Colombia | 2022        | 7  | 0     |
| Santos               | Perú     | 2023        | 20 | 8     |
| Deportes Quindío     | Colombia | 2024        |    |       |